# Santiago de Teapa
Santiago de Teapa (del náhuatl: Tetl apan ‘Rivera de piedras’), simplemente conocida como Teapa, es una ciudad mexicana, cabecera del municipio homónimo, en el estado de Tabasco. Es una de las poblaciones más antiguas del estado, que nació de la unión de las poblaciones indígenas Teapan y Tecomaxiacan.
El Congreso del Estado le otorgó el título de Heroica Villa de Santiago de Teapa en 1830 debido a la participación decidida de la ciudad en su lucha en favor del federalismo. Teapa ha sido capital provisional de Tabasco en tres ocasiones, la primera en 1829 cuando los federalistas restablecieron en el poder al gobernador Juan Dionisio Marcín quien gobernó desde Teapa por estar tomada la capital del estado, la segunda ocasión fue en 1847 cuando el gobernador Justo Santa Anna por conflictos con Juan Bautista Traconis traslado la capital a Teapa y la tercera ocasión en 1916 por los mismos problemas revolucionarios, se traslada a Teapa por tercera vez la capital del estado provisionalmente, y es desde esta ciudad donde el Congreso del Estado en Sesión le cambia el nombre a la capital del estado San Juan Bautista por el de Villahermosa; Además, los gobernadores José Víctor Jiménez, Victorio Victorino Dueñas y José Encarnación Prats gobernaron el estado en algún momento desde Teapa sin haberla declarado oficialmente capital provisional.

## Etimología
Su nombre proviene del vocablo Tea-pan de la lengua Náhuatl, de donde Tetl significa "piedras" y apan significa "sobre", cuyo significado es "río sobre piedras" o "río de piedras", o en el vocablo zoque que significa "rivera de piedras", siendo este último el más utilizado, y se refiere a uno de los ríos que atraviesan la ciudad.

## Historia

### Primeros pobladores
De acuerdo con la Historia de Tabasco de Manuel Gil y Sáenz, los primeros pobladores de Teapa fueron zoques de origen olmeca (ss. IV a X), por ello se dice que Teapa fue capital de los zoques.
Actualmente se acaban de encontrar vestigios arqueológicos frente a la Unidad Deportiva, los cuales están por confirmar de que siglo datan.
Aunque no han existido proyectos arqueológicos-antropológicos por parte del INAH que promueva una consciente investigación sobre el rescate cultural de la zona zoque teapaneca, es imprescindible la participación de esta etnia cultural en Teapa, el gran naturalista José N. Rovirosa y otros estimados investigadores del siglo XIX y principios del XX creían que bajo la plaza principal existen evidencias arqueológicas que confirman el intercambio comercial existente durante la época prehispánica.

### La Colonia

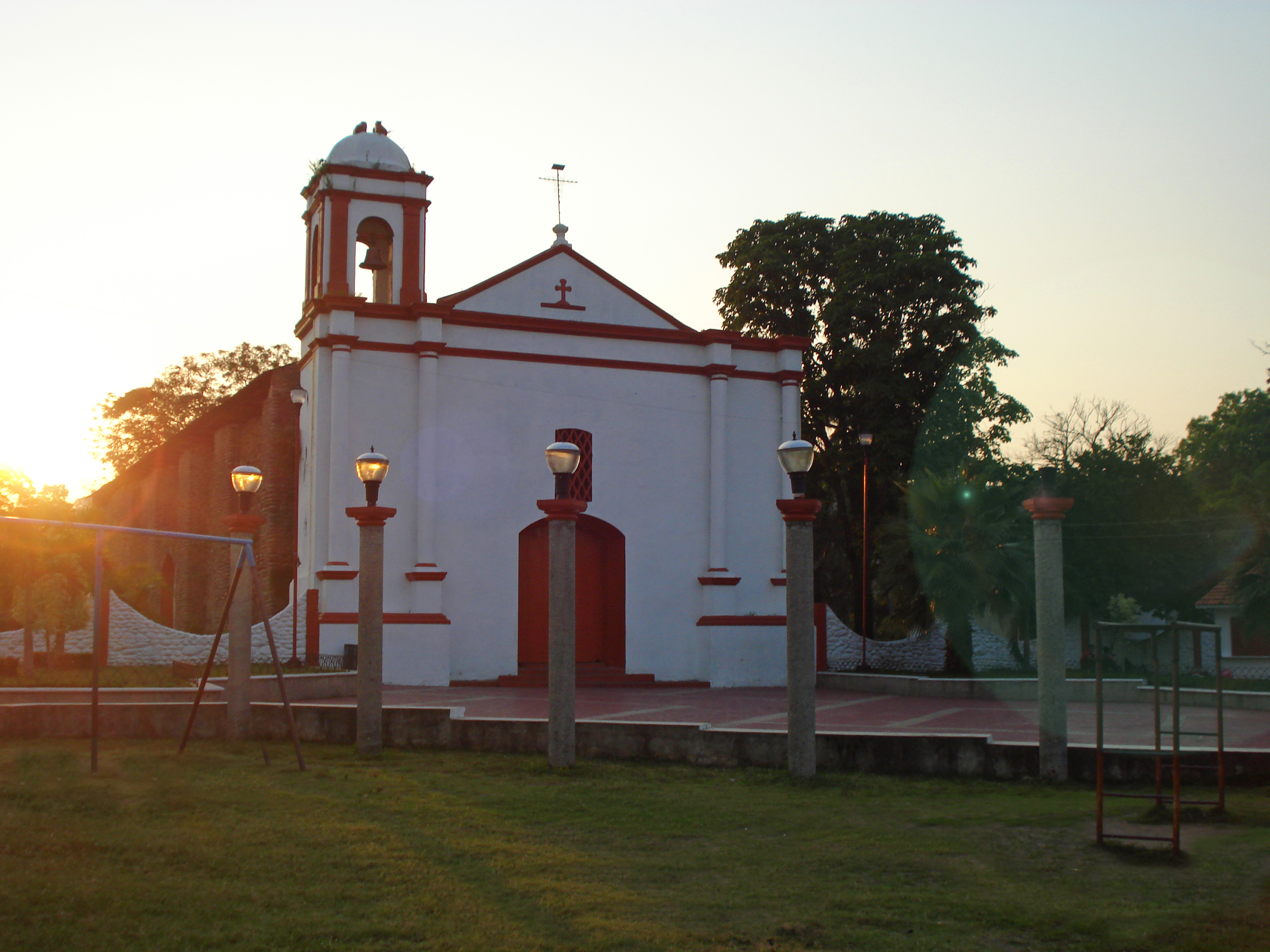
Iglesia de Nuestra Señora de Guadalupe, fue el primer templo de la ciudad, su construcción inició en 1712, y es considerada un Monumento histórico de México.

Durante la conquista los españoles denominaron a esta región como la Sierra de los zoques. El primer encomendero de Teapa fue Bernal Díaz del Castillo, quien al ser nombrado capitán de Guatemala, entregó la encomienda a Rodrigo de Grado. Aunque el pueblo con Ayuntamiento formalmente constituido es hasta 1594 (25 de julio), según consta en los documentos del Archivo General de Simancas.
Dícese que Díaz del Castillo ya avecindado en Guatemala, hizo una visita a su antigua encomienda de Teapa y montó en cólera al descubrir que Rodrigo de Grado había marcado con fierro candente a los indios, llegando a sostener con este un duelo con espadas. A Bernal Díaz del Castillo se le reconoce como el fundador de Teapa.
En ruta hacia Ciudad Real (hoy, San Cristóbal de las Casas, Chis.), encabezando a un grupo de frailes dominicos, pasó por Teapa y Tecomajiaca, fray Bartolomé de las Casas, quien iba a hacerse cargo del obispado de Chiapas. El relato de este viaje es descrito extraordinariamente por fray Tomás de la Torre en su obra “Desde Salamanca, España, hasta Ciudad Real, Chiapas: diario de viaje, 1544-45”.
Fueron precisamente los frailes dominicos los que se encargaron de la evangelización y catequización de los naturales de Teapa y Tecomajiaca luego de la fundación del Convento de Santo Domingo en Tacotalpa en 1633.
Entre 1715 y 1725, un grupo de misioneros franciscanos construyó con piedras del río Teapa las paredes de las iglesias de la villa de Santiago de Teapa (llamada así en honor a Santiago Apóstol) y Tecomajiaca, los techos de guano y los campanarios sobre postes de madera, esta última fue uno de los últimos enclaves que tuvo la Compañía de Jesús antes de su relevante expulsión de la Nueva España (1766), llegados en 1755 aproximadamente, no pudieron elevar su estadía a casa de formación en el templo de Santa Ana (hoy de Guadalupe).
Durante el movimiento de independencia, la única voz que se levantó en Tabasco fue la de José María Jiménez Garrido, pero pronto fue acallada por el gobierno colonial que de inmediato ordenó su captura y encarcelamiento. Sin embargo, ya en la época colonial, los indios de Tecomajiaca habían realizado un acto de sublevación que fue detenido por las autoridades coloniales, gracias a la india Pascuala Chávez, fue conocido el suceso por haber nombrado un rey y un obispo, el eminente investigador Humberto Ruz, realizó una obra sobre el suceso. Las represalias fueron contundentes, se desorejaron como escarmiento a los rebeldes, y la india fue gratificada por el Rey Carlos III con títulos nobiliarios.

### Época independiente
En 1821, España reconoció la independencia de México, pero durante los primeros años los mexicanos debieron experimentar una serie de luchas por el poder; así, hacia el fin de la primera década de vida independiente, centralistas y federalistas se hallaban enfrascados en una lucha sin cuartel.
A fines de diciembre de 1829, los federalistas tabasqueños, encabezados por Francisco Nicolás Maldonado, luego de una sonada militar centralista, habían reinstalado en el poder al vicegobernador Juan Dionisio Marcín, quien decidió gobernar desde la villa de Santiago de Teapa, siendo esta la primera vez que Teapa fue capital provisional de Tabasco.

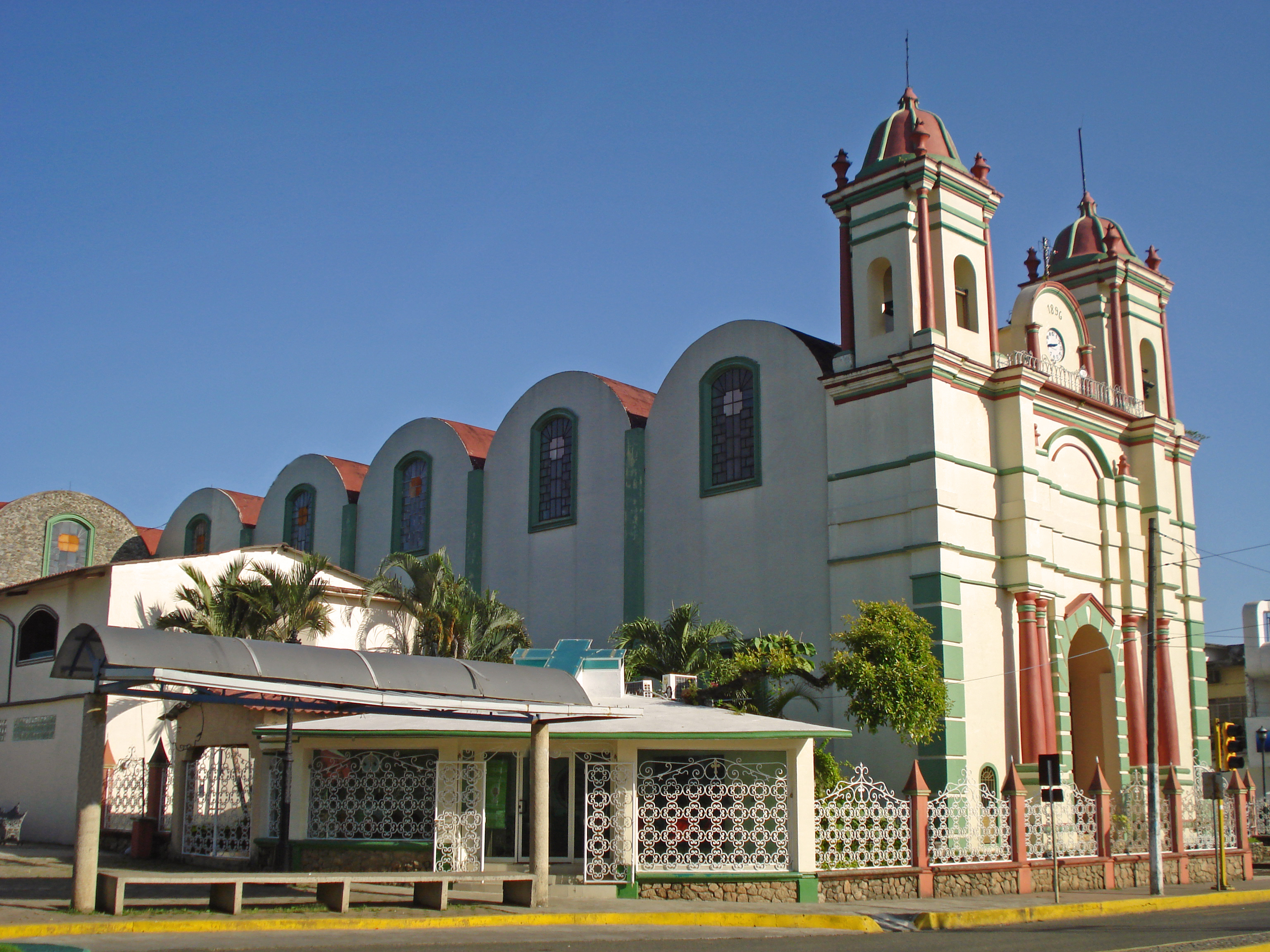
Iglesia de Santiago Apóstol, fue el segundo templo construido en la ciudad. Se concluyó en 1725

### El convulsionadosigloXIX

#### Capital del estado
Durante la llamada Primera invasión de los Chenes, el 29 de marzo de 1830, la capital del estado San Juan Bautista fue tomada por las fuerzas centralistas de Yucatán, y el gobernador Agustín Ruiz de la Peña fue hecho prisionero y trasladado a Campeche. Debido a esto, el vicegobernador en calidad de gobernador interino, Juan Dionisio Marcín trasladó el gobierno a Santiago de Teapa nombrándola capital del estado. Ante una inminente guerra civil, el gobernador interino y otros políticos destacados se dirigieron al Congreso para solicitar ayuda que les permitiera resguardar el orden y el federalismo, y así como conservar la integridad del territorio. Desde Teapa el gobernador se propuso junto con Tacotalpa y Jalapa encabezar la defensa del sistema federalista en Tabasco. Las tres poblaciones acodaron facilitar recursos al gobierno con el propósito de defender la integridad del territorio y repeler a las fuerzas invasoras.
A fines de enero de 1830, Maldonado, al mando de 600 hombres, se traslada a la villa de Santiago de Teapa para reforzar el gobierno federalista; el 16 de febrero, Maldonado y sus hombres salen de Teapa para atacar San Juan Bautista (hoy, Villahermosa) que había sido tomada por los centralistas. El 20 de febrero de 1831, Maldonado entra victorioso a San Juan Bautista haciendo huir a los cabecillas centralistas con rumbo a Yucatán.

#### La ciudad recibe el título de "Heroica"
Debido a que la villa de Santiago de Teapa se distinguió durante esta lucha como bastión del federalismo en Tabasco, ante la asonada militar que intentaron los centralistas, el H. Congreso del estado decretó, el 28 de febrero de 1830, otorgar el título de "Heroica" a la villa. Firmaron el decreto los diputados Miguel Quiroga, José María Sastré y Francisco Díaz del Castillo. Erradicada la amenaza centralista, a fines de marzo de ese año la capital del estado retornó a San Juan Bautista.
Diez años más tarde, el 17 de julio de 1840, la lucha entre federalistas y centralistas se había recrudecido nuevamente; ese día, las fuerzas federalistas, al mando de Eulalio Maldonado, fueron derrotadas en la villa de Santiago de Teapa por los centralistas que encabezaba el coronel Francisco Alcayaga.
En enero de 1844, se inaugura el Hospital Militar de la villa Santiago de Teapa, construido por el gobierno del estado y el alcalde Manuel Buelta.
El 24 de junio de 1845, en la villa de Santiago de Teapa, se sublevan contra el gobierno de Juan de Dios Salazar (santanista) los capitanes Rafael Belchez, Agustín González y Domingo Medina, así como el teniente José Berna, que apoyaban al depuesto gobernador José Víctor Jiménez Falcón (herrerista).

#### Segunda ocasión: capital del estado
El 6 de enero de 1847, el gobernador Justo Santa Anna Cabrera, ante las dificultades surgidas entre él y el comandante general, coronel Juan Bautista Traconis, traslada su gobierno a la villa de Santiago de Teapa. Al final Traconis fue sometido y trasladado a la Ciudad de México, y el gobernador Justo Santa Anna retornó a San Juan Bautista el 17 de enero, siendo esta la segunda vez que la Ciudad Santiago de Teapa fue capital provisional de Tabasco.
El 23 de marzo de 1848, el Congreso del Estado otorga permiso a Nicolás Beltrán para construir un puente en el arroyo “El Limón”, que cruza el camino de San Juan Bautista a Teapa, y el 30 de junio de ese año se funda en esa villa el Liceo Tabasqueño.
Hacia la segunda mitad del siglo XIX la villa de Santiago de Teapa había cobrado importancia geográfica estratégica; debido a ello, el 4 de enero de 1851 el Congreso del Estado declara que esa población se eleva al rango de Ciudad y pasa a ser Cabecera del departamento de la Sierra.
Durante la administración del gobernador Joaquín Ferrer Martí en 1853, hubo una sublevación en la ciudad de Teapa encabezada por el capitán Agustín González Romero; esta rebelión que era alentada por Justo Santa Anna Cabrera, había prendido también en Tacotalpa y cuando se disponían tomar la villa de Macuspana fueron sometidos por las fuerzas milicianas del gobernador Ferrer al mando de Pedro López, del teniente Pomposo Díaz del Castillo y de Prudencio Torres.
A principios de 1858 se dieron una serie de pronunciamientos en diferentes localidades de la Sierra para apoyar al presidente Benito Juárez que había sido puesto en prisión por los generales Ignacio Comonfort y Félix Zuloaga que enarbolaban el Plan de Tacubaya; este movimiento contra Juárez fue secundado en Tabasco por el gobernador Victorio Victorino Dueñas. Los sublevados aparte de apoyar a Juárez, desconocían el gobierno de Dueñas y proponían para gobernador a Justo Santa Anna Cabrera. El capitán Lorenzo Prats, encabezando a los descontentos de la Sierra se concentra en Teapa y avanzan para San Juan Bautista, pero es rechazado. Mientras tanto, el coronel Lino Merino sale de Tacotalpa y se estaciona en Teapa, dejando a sus tropas bajo el mando de Juan Correa, en tanto viaja a Chiapas para solicitar el apoyo de tropas al gobernador Ángel Albino Corzo. A este envío de tropas chiapanecas a Tabasco se le conoce como La Segunda Guerra de los Coletos.
En 1863 mujeres de Teapa al mando de Rosa Giorgana se rebelan contra la Intervención francesa en Tabasco. Al autonombrarse Eduardo González Arévalo gobernador del estado mexicano, Giorgana lidera a mujeres de Teapa, mismas que rechazan a las tropas de González Arévalo leales a Francia y toman preso a su líder, el general Reguera.

### Época de la Revolución
la ciudad de Santiago de Teapa, por su situación geográfica, no se vio envuelta en la revolución carrancista, habiendo tan sólo un levantamiento frustrado, siendo arrestados como dirigentes don Pedro Padilla, Nabor Cornelio, el albañil Antonio Sánchez y los campesinos José y Manuel González de la Rivera de la Montaña, los que conducidos a San Juan Bautista iban a ser fusilados pero se salvaron gracias a la oportuna intervención de Nicandro L. Melo.
En junio de 1914, se sublevaron en las rancherías del bajo Teapa, en la finca Santa Ana del licenciado Duque de Estrada, el motorista Antonio Zurita y el mayordomo Jerónimo Zalaya al grito de ¡viva Carranza!, llevándose algunos mozos, armas, caballos, monturas, intentando luego asaltar a Feliciano Padrón en su finca, acto que evitó en mano. En el mes de julio, Abraham Merino y Clemente Hernández se sublevaron en la misma ranchería asaltando la finca Santa Ana, tomando después rumbo a Alvaradito en donde el capitán Fausto Rosario los alcanzó derrotándolos y recogiéndoles caballos y armas.
Otro acontecimiento interesante fue la derrota, por sorpresa, infringida por el teniente federal José Pacheco a los revolucionarios de la Chontalpa, comandados por los generales Pedro C. Colorado e Isidro Cortés.
El acontecimiento más importante, de gran repercusión en Teapa, fue la invasión americana de Veracruz en abril de 1914. Con este motivo se organizó en Teapa la juventud, instruida por el teniente José Ornelas. En esta ocasión hubo un mitin en el kiosco del parque Hidalgo en el que hablaron el profesor José Ochoa Lobato y el joven Miguel Alfaro.
En 1916 por los mismos problemas revolucionarios, se traslada a Teapa por tercera vez la capital del estado provisionalmente, y es desde esta ciudad donde el Congreso del Estado en Sesión le cambia el nombre a la capital del estado San Juan Bautista por el de Villahermosa. Afortunadamente el Gral. Francisco J. Mújica no consigue cambiar el nombre de los demás municipios que ostentaban nombres religiosos, por lo que Santiago de Teapa, (no solo nombrado así por el santo patrono de la población, sino también porque dentro del mismo existe una historia remontable hacia la época colonial); ni Tomás Garrido Canabal ni Ausencio C. Cruz, decretaron su cambio de nombre, por tanto sigue siendo ese su título.

## Geografía

### La Sultana de la Sierra
Conocida también por este sobrenombre la Ciudad surge orgullosa coronada por cerros entre los que sobre sale "El Sombrero", el cual encumbra una de las actividades más reconocidas del municipio "La Charreria".
Teapa es conocida por este sobrenombre por las bellezas naturales, culturales y arquitectónicas que posee y la rodean, cabe mencionar que la ciudad está bañada por dos ríos, "El Teapa" y el "Puyacatengo", encumbrada por el cerro el Coconá, Cerro Gordo y El Azufre y Coronada también por este último.

### La ciudad más alta de Tabasco
Es el lugar más alto de Tabasco, pues la ciudad se encuentra a 40 metros en su parte más baja y a 72 en la más alta sobre el nivel del mar, por lo que es uno de los lugares más frescos del estado.

### Clima
El clima es cálido húmedo con lluvias todo el año; tiene una temperatura media anual de 27,8 °C, siendo la máxima media mensual en junio de 43 a 45 °C y la mínima media en diciembre de 18 a 21 °C. La máxima y la mínima absoluta alcanzan los 50 °C y 7 °C, respectivamente.
El régimen de precipitaciones se caracteriza por un total de caída de agua de 3.862,6 mm, siendo un promedio máximo mensual de 569,7 mm en el mes de septiembre y una mínimo mensual de 167,4 en el mes de abril.
Las mayores velocidades del viento se concentran en los meses de octubre y noviembre, las cuales alcanzan los 31 km/h, y en junio y julio los 30 km/h.

## Economía

### Comercio
En la ciudad existen restaurantes, tiendas de autoservicios, supermercados como: Super Chedraui y Mi Bodega Aurrera, tiendas departamentales como: Coppel, tiendas de abarrotes, papelerías, tlapalerías, mercerías, refaccionarias, farmacias, boutiques, mueblerias, bancos, entre otros.

### Servicios
La ciudad de Teapa, cuenta con todos los servicios urbanos: calles pavimentadas, la mayoría con concreto, mercado público, sitios de taxis, terminal de autobuses, servicio de telefonía fija y celular, energía eléctrica, parques y jardines, panteón, alumbrado público, unidad deportiva, correos y telégrafos, también cuenta con gasolineras y autotransporte federal de carga y de pasajeros, entre otros.
Hoteles en Teapa:
8 hoteles que varian entre 2 estrellas y 3 estrellas:
- Hotel Quintero

° Hotel Diamante
- Hotel La Sultana
- Hacienda Los Azufres & Spa
- Hotel Los Candiles
- Hotel Entre Cerros Mesón

° Hotel Villa Rica de la Veracruz
° Hotel Azul Esmeralda

## Turismo

### Pueblo Mágico
La ciudad de Teapa obtuvo la denominación como Pueblo Mágico el 26 de junio de 2023, debido a que cuenta con varios monumentos históricos entre los que se encuentran el Santuario de Nuestra Señora de Guadalupe conocido como Templo de Tecomajiaca construido en 1725, la Iglesia de Santiago Apóstol cuya construcción fue en 1725; el Templo del Señor de Esquipulas construido en 1780; el manantial "El Mure", así como muchas casas particulares que datan del siglo XIX.

### Atractivos naturales en la ciudad

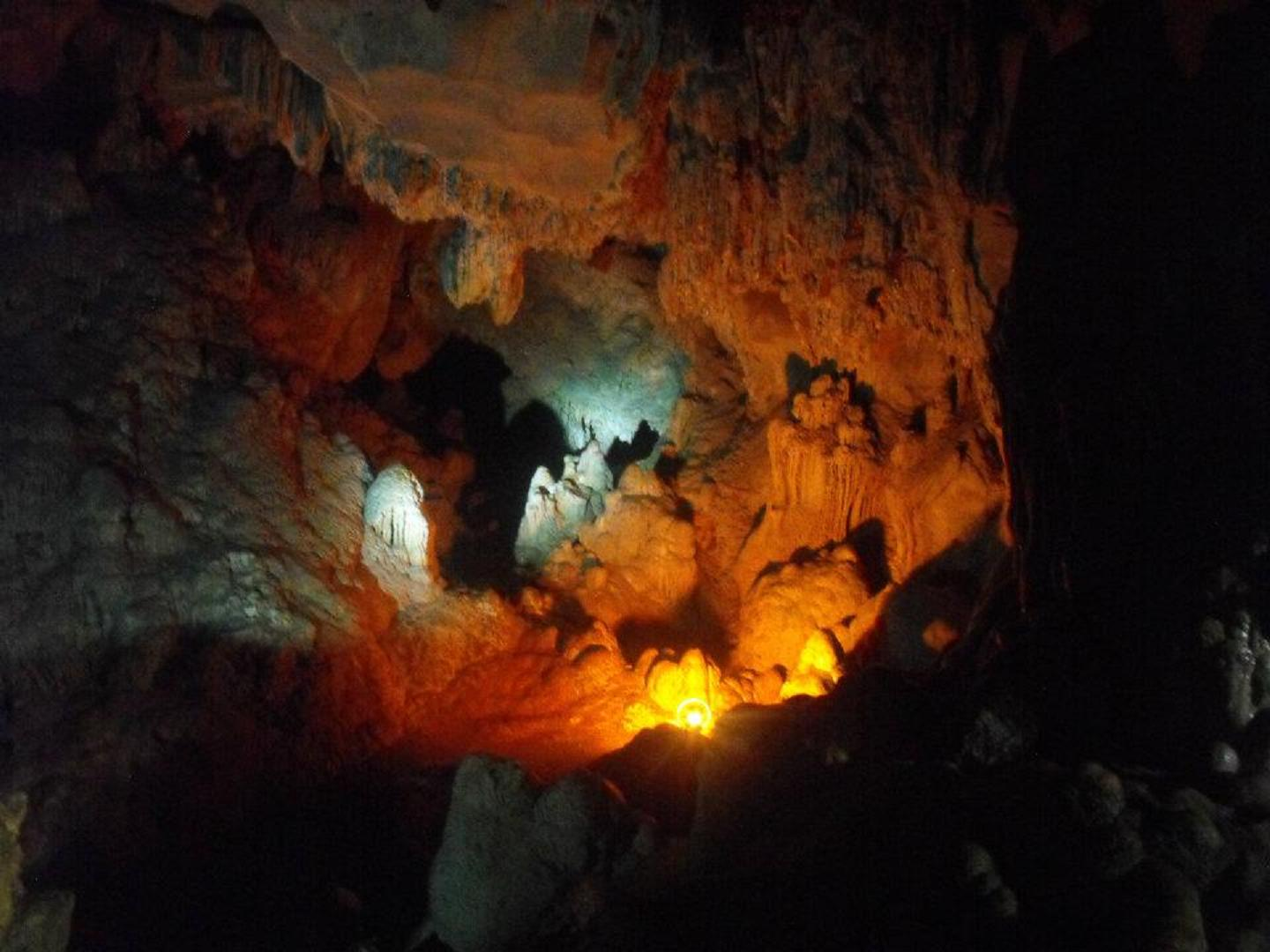
Las Grutas de Coconá, son uno de los principales atractivos de la ciudad, y son consideradas un Monumento Ecológico.

#### Grutas de Coconá
Coconá que en Nahuatl significa "agua honda" en ellas se puede apreciar un espectáculo de luz y sonido. Tiene cómodas instalaciones de restaurante, asadores, palapas, etc.; cuenta con ocho salones denominados: "de los fantasmas", "boca de león", "la calabaza", "tres colas de serpientes", "la regadera", "cenote de los peces ciegos", "mujer sin cabeza" y "la gran bóveda celeste" que unidos entre sí tienen una longitud de 500 m.

### Atractivos cercanos

#### Hacienda Los Azufres
Es actualmente un hotel enclavado en la selva tabasqueña (antiguamente llamado El Azufre), famoso por sus aguas termales y curativas. Ofrece servicio de restaurante y hospedaje. Cuenta con albercas, chapoteaderos, palapas, mesas y bancas para comer, áreas de sanitarios, vestidores, área de juegos, estacionamiento y un Spa en donde se aplican mascarillas de barro y azufre, dan masajes y aplican relajantes.

#### Balnearios del Río Puyacatengo
El río Puyacatengo, cuyo nombre significa “en la orilla del agua salada”, es un extraordinario recurso natural para la recreación, la armonía y el esparcimiento. Durante el recorrido de 14 km que describe su meandro por diversos puntos, quienes lo visitan podrán apreciar el enorme potencial ecoturístico que representa este lugar, también podrá disfrutar sus cristalinas aguas a lo largo de este caudaloso río, donde hay una diversidad de balnearios que cuentan con servicios de estacionamientos, palapas y hospedaje.

#### Sendero El Madrigal
Este lugar se encuentra en frente de la entrada al Instituto Tecnológico Superior de la Región Sierra, como su nombre lo dice es un sendero desde donde se puede admirar la belleza del Parque Estatal de la Sierra y el Cerro el Madrigal.

### Atractivos coloniales y culturales

#### Parroquia de Tecomajiaca
Fue el primero que se erigió en el municipio. Su construcción data de los años 1712-1725. Para esta obra se empleó piedra del río Teapa que se transportaba de mano en mano hasta llegar a la construcción. El templo es una obra colonial de un solo campanario. Fue reconstruido en el año de 1960. del 1 al 12 de diciembre se celebra en el templo la festividad de la virgen de Guadalupe.

#### Parroquia Santiago Apóstol
Fue el segundo templo en erigirse, su construcción se inició en 1715 y finalizó en 1725, este se encuentra en el centro de la ciudad y funge como parroquia, pero no se descarta la posibilidad de que sea elevado al rango de catedral por las modificaciones que se han hecho para su beneficio. En 1896 el ayuntamiento compró el reloj que fue colocado entre los dos campanarios. En 1902 fue colocada alrededor una reja de hierro. El templo fue destruido casi por completo por las fuerzas "garridistas" en 1935 y reconstruida en 1937. De 1999 a 2002 se inició su mantenimiento y se arregló de forma que se destacaron los principales atractivos franciscanos (colonial), aquí se festeja al Santo Patrono cada 25 de julio, con misas, una enrama y la kermess en el parque Central ubicado en la ciudad de Teapa en donde hay música, invitados musicales, comida, juegos, rifas, etc.

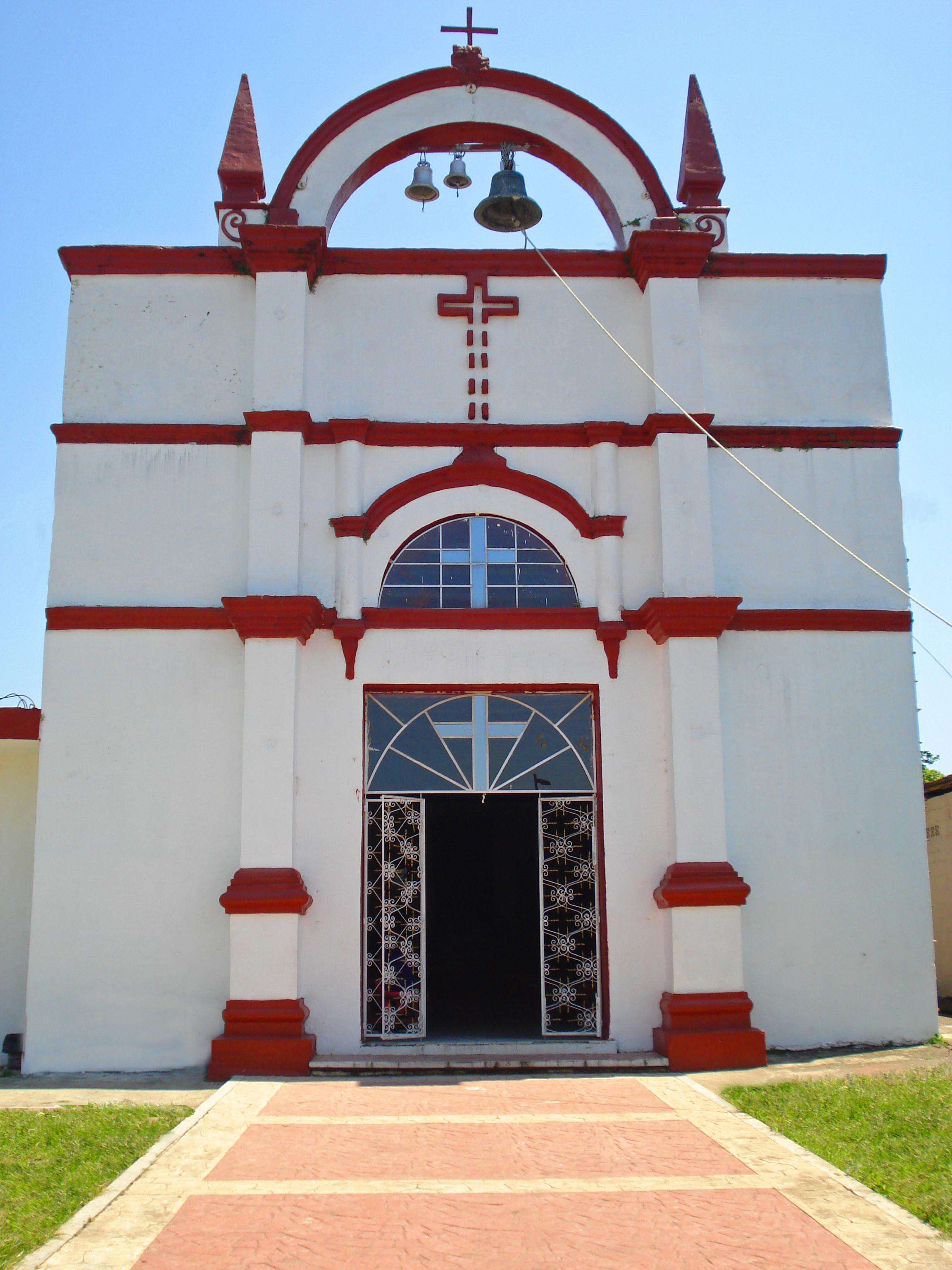
Templo del Señor de Esquipulas fue el tercer templo de la ciudad. Su construcción concluyó en 1780.

#### Templo Esquipulas
Fue construido en el siglo XVII teniendo como figura central un “Cristo Moreno”. Su campanario es un arco del cual dependen tres campanas de diferentes tamaños, teniendo en ambos extremos dos figuras con puntas de lanza de forma triangular, con las puntas orientadas hacia arriba. En la parte superior de la fachada se encuentra insertada una cruz de concreto, así como otra en el arco del campanario, cabe recalcar que este fue el único templo que no se destruyó durante la época garridista, porque lo utilizaron como cuartel militar. aquí se festeja "la Santa Cruz" cada 3 de mayo y por esta festividad se realiza la Feria Municipal.

#### Ermita del Señor de la Vía
Este templo (actualmente Ermita) Está ubicada en la Col. Revolución al igual como punto de referencia conocido como la "estación". Fue edificado por ferrocarrileros que en su época al pasar por Teapa llegaban a pedir bendiciones durante su recorrido, por lo que la Ermita toma el nombre del Señor de la Vía, algo peculiar es que el Cristo que se encuentra en esta Ermita está mirando hacia arriba, lugareños cuentan que este Cristo fue traído desde España, y al llegar a México fue llevado en el ferrocarril hasta Teapa. La festividad se realiza cada 7 de noviembre lo cual también por motivo de esta festividad se realiza la fiesta del gremio ferrocarrilero (comúnmente llamado: Día del Ferrocarrilero), cabe destacar que este día los trenes que pasan por la estación ferrocarrilera en Teapa, hacen sonar su silvato desde muy lejos, al igual se escucha la peculiar campana del Ferrocarril.

#### Fuente Natural El Mure
Fue construido sobre un ojo de agua que emerge del cerro el Madrigal, esta fuente sirvió para dotar a la ciudad de agua por muchos años, hoy en día es un símbolo y orgullo de Teapa, en ella se pueden observar un óvalo dentro del cual se encuentra una imagen de la Virgen de Guadalupe y el agua saliendo por dos cántaros, los cuales también son símbolos, en él podemos observar bateas donde también llegaban a lavar ropa en las décadas pasadas, cabe mencionar que cada 11 de diciembre en este lugar también festajan a la virgen, hay una leyenda del lugar se dice que quien visita Teapa y toma agua de este lugar se queda a vivir para siempre o regresa 
para quedarse.

## Comunicación

### Carreteras
A la ciudad de Teapa se puede llegar a través de dos carreteras:
- Carretera federal N.º 195 Villahermosa-Tuxtla Gtz. Esta carretera comunica a la ciudad de Teapa con la capital del estado Villahermosa, de la que está ubicada a 50 km.

- Carretera estatal Teapa-Tacotalpa-Jalapa. Esta carretera comunica a Teapa con las ciudades de Tacotalpa, Jalapa, Macuspana y Villahermosa.

### Ferrocarril
La ciudad de Teapa, cuenta con una estación del Ferrocarril del Sureste (Coatzacoalcos-Mérida) la cual enlaza a la ciudad con la red ferroviaria nacional. Esta estación es de las más importantes del estado.

## Cultura

### Educación
En el municipio de Teapa, se encuentran importantes centros educativos, siendo los más destacados estos de nivel superior, los siguientes:
- Instituto Tecnológico Superior de la Región Sierra

- Universidad Autónoma Chapingo (Unidad Regional Universitaria Sur-Sureste )
- Universidad Juárez Autónoma de Tabasco (División Académica de Ciencias Agropecuarias (DACA) al norte del municipio en los límites con el municipio de Centro)
- Instituto Universitario Metropolitano de Villahermosa, campus Teapa
- y otras instituciones particulares, que tienen sus Campus en Teapa

Del nivel medio superior
- Colegio de Bachilleres de Tabasco (COBATAB) Plantel 9

- Colegio Teapa (Colegio Religioso Católico)

- Colegio Manuel Sánchez Mármol (Colegio Religioso Adventista)

- Jefatura de Sector escolar Educación Primaria N°. 25

### Artesanías
Los trabajos de carpintería y del cuero del ganado vacuno, son los que más sobresalen en la ciudad.

### Trajes típicos
- Las mujeres:

- falda larga floreada con bastante vuelo (con el fondo llamado fustán en color blanco, con encaje al borde), blusa blanca de algodón con cuello bordado de flores en punto macizo o con figuras alusivas al plátano (principal distintivo de Teapa) y el rebozo color verde (distingue la región a la que pertenece el municipio a nivel estado).
- Los hombres:

- pantalón y camisa blanca, paliacate rojo al cuello, sombrero chontal, zapatos negros y cinturón negros.

### Fiestas

#### Fiestas populares
- Señor de Esquipulas: el 15 de enero en el templo de Esquipulas.

- Fiesta de la Santa Cruz: se lleva a cabo el 3 de mayo en el templo de esquipulas

- Feria Municipal: es celebrada desde el 30 de abril hasta el 5 de mayo en el parque "La Sultana"

- Fiesta de San Juan: se realiza el 24 de junio en la Villa de Juan Aldama.

- Fiesta del Señor de las Lluvias: se organiza el 14 de septiembre en la Parroquia de Santiago Apóstol (antigua).

- Fiesta del Gremio Ferrocarrilero: se festeja el 7 de noviembre en la estación ubicada en la colonia Reforma.

- Fiesta de la Virgen de Guadalupe: se celebra de 1 l al 12 de diciembre en el Santuario de Tecomajiaca.

- Carnaval Teapaneco: se organiza entre los meses de enero y febrero.

- Día de los Fieles Difuntos: se realiza el 2 de noviembre poniendo en el altar bebidas y comidas que fueron de la preferencia de sus parientes muertos y se les hacen rezos (tradición).

- Festividad del Señor de la Vía, se realiza en la ermita del Señor de la Vía ubicada en la colonia Independencia.

### Charrería
Este municipio se destaca por la charrería y es reconocido a nivel Estatal, ya que también representa uno de los entretenimientos en Teapa, se hacen eventos en el Lienzo Charro debutando las escaramuzas, es una tradición que se transmite de generación en generación y que en la actualidad sigue en pie.

## Gastronomía
- Alimentos:

Comida: el tradicional mone “comida hecha de carne o pescado con el momo y legumbres de la región y especias”, el puchero tabasqueño, que es un tipo de cocido de res, pero con.la variedad que en Teapa se le pone al caldo una serie de verduras y tubérculos típicas de la región, como el pan de sopa, ñame y malanga.
Dulces: una gran riqueza de dulces y jaleas derivadas del plátano; caramelos, dulce de leche de cacao, dulce de huapaque, torta de castaña, pan de nata,  dulce de mango y de naranja.
Bebidas: pozol frío, chorote (mezcla de maíz con cacao), la cacaguada (una bebida refrescante que se hace con la pulpa de las semillas del cacao y agua) chocolate caliente, pinol y polvillo de maíz, agua de matalí, limón y naranja.

### Telenovela y películas grabadas en este lugar
- La indomable (1986)
- Encadenados  (1989)
- Abrázame muy fuerte (2000)
- Corazones al límite (2003 - 2004)
- Heridas de amor     (2006)

Películas
- Morir en el Golfo (1989)
- En un Clarooscuro de la Luna (1998)

## Teapa en la flor más bella de Tabasco
En el estado de Tabasco, durante la feria estatal se realiza como parte de las tradiciones y costumbres, la elección de la Flor de Oro Tabasco, como soberana por ese año en dicho evento y representando al estado en los eventos durante un año.
Dicha tradición se festeja desde la época Garridista, pero realmente es considerada como oficial desde 1953 debido a que no se tienen los datos completos de los festejos antes de aquella etapa.
Durante este tiempo Teapa ha obtenido 10 veces el galardón siendo el municipio con más flores bellas de todo Tabasco y se conoce que en la última feria Garridista obtuvo también este galardón.
Teapanecas que ganaron la Flor de Oro Tabasco
| Año  | Nombre de la ganadora                  |
| ---- | -------------------------------------- |
| 1962 | Claudia Soledad Quintero Tapia. (†)    |
| 1969 | Ivonne Prats Riestra.                  |
| 1974 | Esperanza Cano Sala.                   |
| 1979 | Ivonne Quintero Salazar.               |
| 1980 | Lorena del Carmen Pedrero Torruco. (†) |
| 1984 | Mónica Fernández Balboa.               |
| 1985 | Clelia Elena Zanetti Melo.             |
| 1992 | Cristhell Résendez Bocanegra.          |
| 2004 | Claudia Soledad Fernández Balboa.      |
| 2018 | Fátima Bosch Fernández.                |